# Eunidia stramentosipennis
Eunidia stramentosipennis là một loài bọ cánh cứng trong họ Cerambycidae.